# Kungliga Akademiska Kapellet
Kungliga Akademiska Kapellet är Uppsala universitets egen symfoniorkester. Både universitetet och dess orkester har djupa rötter i historien. Uppsala universitet, grundat 1477, är Nordens äldsta och dess orkester, som omnämns i bevarade källor första gången 1627, hör till de äldsta i Europa. Den var från början en övervägande vokal ensemble, men med barockens nya stilideal omvandlades denna chorus musicus småningom till en ren instrumentalensemble under ledning av universitetets director musices. Dess uppgifter var främst att svara för musiken vid de akademiska ceremonierna, som promotioner och rektorsinstallationer, men även vid kyrkliga och nationella högtider. 
I det rika musikliv som växte fram under 1800-talet medverkade det akademiska kapellet flitigt i de offentliga konserterna tillsammans med universitetets nygrundade körer och utvecklades alltmer till en fullödig symfoniorkester. Tjänsten som director musices har också under de senaste seklerna innehafts av några av landets främsta kompositörer, som exempelvis Johann Christian Friedrich Haeffner, Hugo Alfvén och Lars-Erik Larsson.
Repetitionslokal är Musicum och de cirka 90 orkestermedlemmarna är huvudsakligen studenter. Dirigent är universitetets director musices (ordinarie eller tillförordnad), sedan 2000 professor Stefan Karpe.

## Dirigenter
- 1638-1644 Olaus Johannis Becchius
- 1644-1662 Henricus Erici Helelius
- 1662-1675 Carolus Petri Wallinus
- 1675-1690 Harald Vallerius
- 1690–1719 Christian Zellinger
- 1719–1727 Eric Burman
- 1727–1764 Heinrich Christoph Engelhardt
- 1764-1783 Nils Litzelius
- 1784-1786 Axel Eric Melin
- 1788-1790 Johan Lizelius
- 1790-1808 Lars Fredrik Leijel
- 1808–1833 Johann Christian Friedrich Haeffner
- 1833–1838 Johan Erik Nordblom
- 1838–1881 Jacob Axel Josephson
- 1881-1909 Ivar Hedenblad
- 1910–1939 Hugo Alfvén
- 1939–1960 Sven E. Svensson
- 1961–1966 Lars-Erik Larsson
- 1967–1989 Carl Rune Larsson
- 1990–1999 Per Åke Andersson
- 2000–     Stefan Karpe